# Vaurien (film, 2020)
Pour les articles homonymes, voir Vaurien (homonymie).
Pour plus de détails, voir Fiche technique et Distribution.
Vaurien est un film français écrit et réalisé par Peter Dourountzis, sorti en 2020. Il s'agit du premier long métrage du réalisateur.
Les acteurs principaux sont Pierre Deladonchamps et Ophélie Bau.

## Synopsis
Quand il arrive en ville, sortant de prison, Djé n'a pas d'argent, ni d'endroit où dormir. C'est un caméléon, double et trouble, séducteur et vil. Toujours, il parvient à se frayer un chemin, s'immiscer dans les groupes, donner confiance. Et disparaître dans les ombres. Avec son charme, il pourrait tout avoir, tout réussir. Mais derrière sa gueule d'ange, se terre un être égoïste, décevant, et dangereux. Un vaurien.

## Fiche technique
- Titre original et français : Vaurien
- Titre international : Rascal
- Réalisation et scénario : Peter Dourountzis
- Photographie : Jean-Marc Fabre
- Décors : Nicolas Lefebvre, graffiti de Kashink
- Son : Emmanuel Bonnat
- Montage : Valentin Durning
- Production : Guillaume Dreyfus, Sébastien Haguenauer
- Production exécutive : Ronan Leroy
- Société de production : 10:15! Productions
- SOFICA : Cinéaxe 2019, Cofimage 31
- Sociétés de distribution : REZO FILMS (France)
- Pays d'origine :  France
- Langue originale : français
- Format : couleur — 1,85:1
- Genre : drame, thriller
- Durée : 95 min
- Dates de sortie :
  - Allemagne : 29 septembre 2020 (Festival du film de Hambourg)
  - France : 12 octobre 2020 (Festival Lumière à Lyon) ; 9 juin 2021 (en salles)

## Distribution

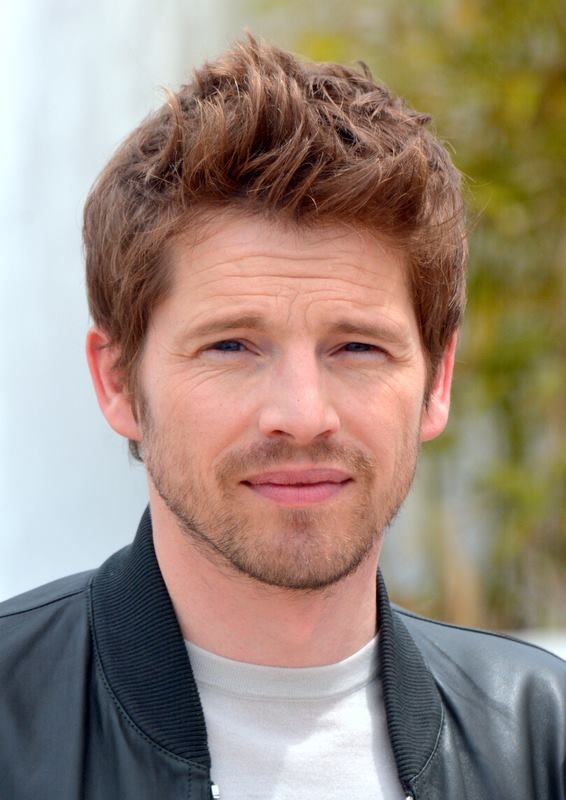
Pierre Deladonchamps au Festival de Cannes 2017.

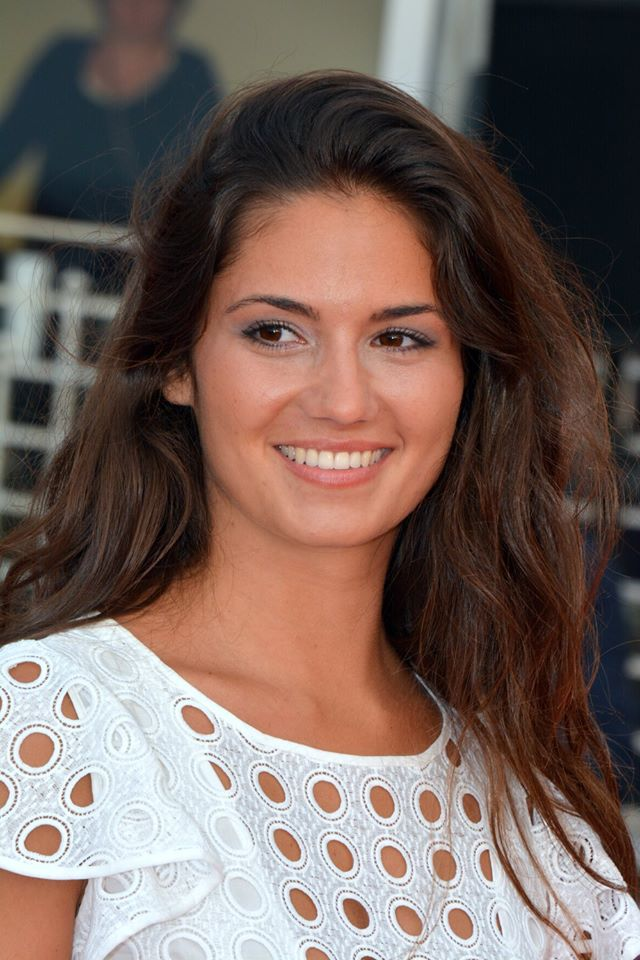
Ophélie Bau au festival de Cabourg 2018.

- Pierre Deladonchamps : Djé
- Ophélie Bau : Maya
- Sebastien Houbani : Akram
- Candide Sanchez : Miguel
- KASHINK : SBAM
- Donel Jack'sman : Salomon
- Géraldine Martineau : Camille
- Samuel Churin : l'Abbé
- Cyril Aubin : contrôleur
- Pascal Elso : marchand
- Marie Colomb

## Production
Développé par Guillaume Dreyfus pour Année Zéro, puis Tripodes Productions, et co-produit avec Sébastien Haguenauer pour 10:15! Productions, Vaurien bénéficie du soutien d'Arte Cofinova, des SOFICA Cinémage, Cinéaxe et Cinécap, ainsi que de la région Nouvelle-Aquitaine.

### Écriture
Vaurien épouse le point de vue d'un tueur en série. Peter Dourountzis reprend le personnage de Djé, déjà aperçu dans son court-métrage Errance (Prix Unifrance 2015), interprété à l'époque par Paul Hamy, et dont le projet a toujours été d'en faire son premier long-métrage.   
Le scénario est une fiction originale, librement inspirée de véritables tueurs en série parisiens des années 1990 : Mamadou Traoré (« le tueur aux mains nues », en 1996), Patrick Trémeau (« le violeur des parkings » de 1993 à 1995) et Guy Georges (« le tueur de l'Est parisien », de 1991 à 1998). 

### Tournage
Le film a été intégralement tourné en vingt-quatre jours, à Limoges, en novembre 2019.

## Accueil critique
Le Canard enchaîné souligne « un début prometteur » pour la carrière du cinéaste. « Premier long-métrage très maîtrisé » également selon Etienne Sorin du Figaro. Pour Sébastien Guilhermet, dans le Mag du Ciné, ce film est un thriller social qui rappelle Roubaix, une lumière d'Arnaud Desplechin. Le Bleu du miroir trouve le film maîtrisé et prometteur. Olivier Bachelard salue dans Abus de ciné la réussite de Vaurien tout en soulignant son caractère « profondément dérangeant » par l'ambigüité de la narration et la tension de certaines scènes. Guillemette Odicino, pour Télérama, évoque « un premier film qui frappe aussi fort que juste », « avec une intelligence aussi rare que dérangeante », « qui se place du côté des victimes ». Elle souligne également l'importance des seconds rôles féminins. Yannick Vely dans Paris Match juge le film « inconfortable et brillant ».

## Distinctions

### Récompenses
- Les Arcs Film Festival 2018 : prix Arte Kino[5] (aide au développement pour des projets de longs métrages)
- Festival Jean Carmet 2020 : prix du Jury de la Meilleure Direction Artistique
- Festival International de Cork 2020 : prix du Jury Jeunesse
- Festival International de Vilnius 2021 : prix du Meilleur Acteur pour Pierre Deladonchamps

### Sélections
- Sélection officielle Cannes 2020
- Sélection Festival du film de Hambourg 2020 - en compétition
- Sélection Namur IFF 2020 - en compétition
- Sélection Jean Carmet 2020 - en compétition second rôle (nommés Ophélie Bau, Sébastien Houbani et Candide Sanchez)
- Sélection Festival Lumière de Lyon - sélection Cannes 2020
- Sélection officielle Bordeaux FIFIB 2020 - en compétition
- Sélection Busan International FF 2020 - sélection World Cinema
- Sélection Seville European Film Festival 2020 - en compétition
- Sélection Cork IFF 2020 - en compétition
- Sélection Hong Kong French Film Festival 2020 - en compétition
- Sélection Jérusalem IFF 2020 - en compétition
- Sélection Festival des Arcs 2020 - en compétition
- Sélection Festival International de Vilnius 2021 - en compétition européenne
- Sélection Festival du film policier 2021 - sélection Sang Neuf
- Sélection Festival International de Shanghai 2021 - sélection International Panorama
- Sélection Festival du film français de Bucarest 2021 - en compétition
- Sélection Festival du premier film francophone de La Ciotat 2021 - en compétition